# ノビチョク
ノビチョク（ロシア語: Новичо́к, 英語: Novichok, 意味は「新参者」）とは、ソビエト連邦とロシア連邦が1971年から1993年に開発した神経剤の一種である。この神経剤を開発したロシアの科学者は、VXガスと比べて5倍から8倍、ソマンの10倍以上の致死性があると主張している。
これらはソビエト社会主義共和国連邦のコードネーム「フォリアント」計画の一部である。5種類の異なるノビチョクは、軍事用に兵器化されているとされている。最も用途が広いものはA-232（ノビチョク5）である。ノビチョクが戦場で用いられたことはない。イギリスの首相テリーザ・メイは2018年3月、イングランドにおけるロシアの元スパイ毒殺事件に使用されたと発表した。ロシア連邦当局はノビチョクの生産や研究を否定している。
かつて化学兵器禁止機関の科学諮問委員会は、ノビチョクの存在または特性に関する情報が不十分であると報告し、2011年にはノビチョクに関する学術論文に査読論文が存在しないと指摘していた。
しかし、前述の英国にて いくつかサンプルを 取得・解析できた結果、ノビチョク系新型神経剤の実在と その特性が裏付けられた。 これを受けて、OPCWは 化学兵器禁止条約（CWC）の発効以来初めて 新たな種類の神経剤として ノビチョク系を 規制対象リストに 追加することを決定した。

## 開発目的
これら製剤は、以下の4つの目標を達成するために設計された。
- 北大西洋条約機構（NATO）の1970年代から1980年代の標準的な化学物質検出装置で検出できないこと。
- NATOの化学防護を突破すること。
- 安全に取り扱えること。
- 化学兵器禁止条約により規制された前駆物質（前駆体）のリストを回避できる化学物質であること。

これら目標は全て達成されたとされる。これら製剤のいくつかはバイナリー兵器であり、使用直前に神経剤の前駆物質を特殊な器具で混ぜることにより生成する。
前駆物質は、一般的に生成後の薬剤より危険性がかなり低いため持ち運びや取り扱いを容易にする。さらに、薬剤の前駆体は通常、薬剤自体よりも安定性が高いため、使用期限を延ばすことが可能となった。一方、誤った調合により適切でない薬剤を生成しうる欠点もある。1980年代から1990年代には、ソ連はいくつかのバイナリー兵器を開発し、「ノビチョク」剤として指定されている。

## 暴露
1992年、『週刊モスコフスキー・ノーボスチ』において、2人の科学者レブ・フェドロフとヴィル・ミルザヤノフが明かしたことによると、1970年代から1990年代初頭にかけて、ソ連とロシア連邦が極めて強力な第4世代化学兵器を開発したという。週刊誌への掲載はロシアが化学兵器禁止条約に批准する直前に行われた。
ミルザヤノフによると、ロシアの軍事化学コンビナート（MCC）は、西側から受け取った防衛転換資金を流用して化学兵器開発を行っていた。ミルザヤノフは、環境問題から情報を暴露した。彼は防諜の責任者であり、外国のスパイが生産の痕跡を検出できないことを確認するため、化学兵器施設の外から測定を行っていた。安全基準の80倍の量の致死性物質が検出されたことで彼は恐れた。
ロシアの軍事産業団体当局は、ミルザヤノフの反逆行為に対する訴訟の際、ノビチョクの存在を認めた。専門家の証言によると、3人の科学者がソ連国家保安委員会（KGB）のために準備し、ノビチョクおよび関連する化学物質が実際に生産されていたため、ミルザヤノフの暴露は重大な反逆行為を表している。
ミルザヤノフは国家機密を漏洩した罪により1992年10月22日に逮捕され、レフォルトヴォ刑務所に収監された。しかし彼は後に釈放された。モスクワのニュース記事によれば、理由は有毒物質の名称や製法がひとつも明かされず、実験が行われた場所も明らかにされていなかったためである。
アルチョーム・ボロヴィクによると、フェドロフとミルザヤノフによって明らかにされた真の国家機密は、将官らが国際社会と市民の両方に未だに嘘をついていたということだった。ミルザヤノフは、現在アメリカ合衆国に居住している。またロシアの有力なバイナリー兵器科学者の一人であるウラジーミル ・ウグレフが、1994年初頭に『ノヴォイェ・ヴレーミャ』のインタビューで、A-232/ノビチョク5の存在を明かした。

## 開発と実験施設
アメリカの地政学顧問であるステファニー・フィッツパトリックは、ノビチョクはソ連のウズベキスタン・ヌクスにある化学研究所で生産されていると主張しており、ニューヨーク・タイムズは米国当局者の話として、この施設はノビチョクの主要な研究と実験場であると報じた。小型の試作品はウスチュルト台地の近隣で実験が行われているかもしれない。フィッツパトリックはまた、薬剤がモスクワ近郊のクラスノアルメイスク研究センターで実験が行われているかもしれないと書いている。前駆物質は、ソ連のカザフスタンのパヴロダルの化学工場―ノビチョク兵器の生産拠点を目指したものとも考えられていた―で、化学兵器禁止条約署名に向けて1987年に生産工場が解体されるまで生産されていた。
ウズベキスタンは1991年の独立以来、アメリカ合衆国連邦政府と協力して、ノビチョクやその他の化学兵器が実験・開発された場所を解体し、除染した。1999年から2002年にかけて、アメリカ合衆国国防総省はヌクスの化学研究機関でノビチョクの主要研究・試験現場を600万ドルの脅威削減協力プログラムの下で解体した。
英国の化学兵器専門家であり、英国の化学・生物・放射性物質・核統合連隊元司令官でNATOでも同等の立場にあった、ハミッシュ・デ・ブレットンゴードンは、ノビチョクがウズベキスタンのような旧ソ連の他の場所でも見つかったという見解を否定し、ノビチョクはロシアのサラトフ州シハヌィでのみ製造されたと主張している。ミルザヤノフはまた、ノビチョクはシハヌィで科学者ピョートル・ペトロヴィチ・キルピチェフによって初めて製造されたと述べている。キルピチェフは1975年、ウラジーミル ・ウグレフによって計画に加わった。ミルザヤノフによると、生産はシハヌィで行われていたが、1986年から1989年の間にヌクスで実験された。

## 特徴

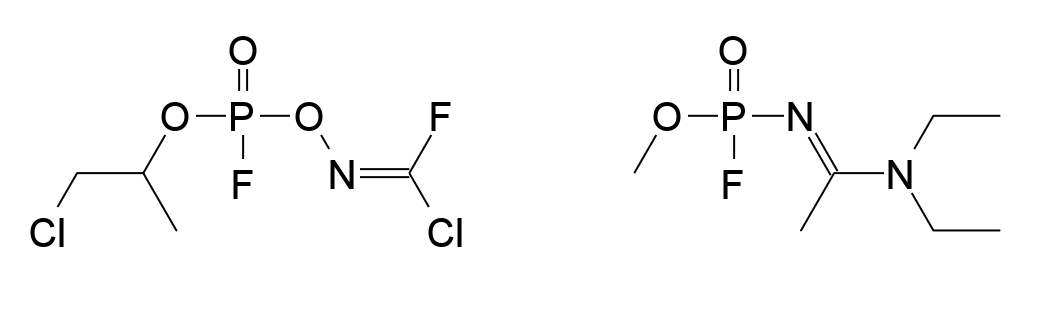
ノビチョク剤とされる構造の例

これら薬剤の最初の記述はミルザヤノフによってもたらされた。ガスや蒸気の代わりに超微細粒子として拡散する独特な性質を持つ。そのとき、化学兵器禁止条約の下で規制されていない物質の性質を模倣した物質、あるいは条約制度の検査では検出できない物質を用いて製造されるバイナリー兵器が生み出された。このファミリーの最も強力な化合物でもあるノビチョク5とノビチョク7はおそらくVXガスと比べておよそ5倍から8倍強力である。「ノビチョク」は、2つの薬剤に分かれている形態を指し、それら薬剤を混ぜた生成物はそのコード番号（例えばA-232）によって表される。最初のノビチョクシリーズは、既知のVシリーズ神経剤VRの二種類の前駆物質であったが、後のノビチョクはA-232の化合物の二種類の前駆体である。ミルザヤノフが彼の自叙伝で示した構造は西側の専門家が特定した構造と幾分異なっている。彼は多数の化合物が製造されたことを明らかにしており、効果が弱い多くの誘導体は新しい有機リン系殺虫剤として公開されているので、秘密の化学兵器計画は正当な農薬研究に偽装された可能性がある。
A-234剤はVXより約5倍～8倍強力であると推定される。
これら薬剤は、砲弾、爆弾、ミサイル、噴霧装置を含む様々な装置を介し、液体、エアロゾルまたはガスとして散布することができるとされる。
化学的には、幅広い可能性のある構造が報告されている。これらは全て、古典的な有機リン基（P=OはP=SやP=Seに置き換えられることもある）を特徴とし、通常フッ素化されたホスホロアミド酸またはホスホン酸が最も一般的である（モノフルオロリン酸参照）。有機基はより多様である。しかし、一般的な置換基はホスゲンオキシムまたはその類似体である。これは強力な化学兵器であり、具体的には掻痒剤であり、ノビチョク剤による被害を増やすことが予想されている。これらグループと主張される多くの構造は、ノビチョク剤の特徴であるとされている酵素の急速な変性をおそらく説明する、酵素アセチルコリンエステラーゼの活性部位に共有結合し得る架橋剤モチーフをいくつか持っている。

## 効果
神経剤としてノビチョクは、有機リン酸アセチルコリンエステラーゼ阻害剤のクラスに属する。これら化合物は酵素アセチルコリンエステラーゼを阻害し、神経伝達物質アセチルコリンの正常な分解を妨げる。アセチルコリン濃度は、神経筋接合部で増加し、全ての筋肉の不随意収縮を引き起こす。これは呼吸と心拍停止（犠牲者の心臓と横隔膜はもはや正常に機能しない）に繋がり、最終的には心不全または肺水腫による窒息により、死亡する。
アトロピンなどの速効型末梢性抗コリン作用薬の使用は、他のアセチルコリンエステラーゼ阻害剤による中毒治療のようにアセチルコリンによる中毒を阻害するために働く受容体をブロックする可能性がある。しかし、神経剤中毒の有効投与量は、患者の心拍数変化と気管支分泌物の肥厚など重篤な副作用が起きる用量に近いため、アトロピンを安全に投与することが困難である。これら分泌物の吸入及び高度な生命維持技術が神経作用物質中毒を治療するためのアトロピン投与とともに必要である。
神経剤中毒の治療において、アトロピンは、有機リン系神経剤のリン酸化によって不活性化されたアセチルコリンエステラーゼを再活性化させる、プラリドキシム（PAM）、オビドキシム、トリメドキシム（TMB-4）、塩化アソキシム（HI-6）のようなハゲドーンオキシムと共に投与される。PAMは、ソマンのような古い神経剤やVXの8倍の毒性があると文献にあるノビチョク神経剤によって阻害されたアセチルコリンエステラーゼの再活性化には効果的ではない。
ロシアの科学者によると、この薬剤は不可逆な神経損傷を引き起こし、犠牲者に永久的な障害をもたらす可能性がある。これら人間に対する効果は1987年5月、モスクワの研究所で開発に携わっていた科学者の一人であるアンドレイ・ジェレジニャコフが残留していたノビチョクに偶然暴露したことで証明された。ジェレジニャコフは意識回復まで10日かかって歩行能力を失い、3ヶ月後レニングラード（現サンクトペテルブルク）の秘密の診療所で治療を受けた。腕に慢性的な衰弱、肝硬変を引き起こす毒性肝炎、癲癇、重度のうつ症状または読書や集中力の欠如が起きて、重度の身体障害により働くことができなくなった。ジェレジニャコフは回復することなく、5年後の1992年7月に死亡した。

## 使用例
ノビチョクは、ロシアのビシネスラウンドテーブル（米国で有名なロビー）の責任者、イヴァン・キヴェリディと彼の秘書、ザラ・イスマコヴァを毒殺するため1995年に使われたと伝えられる。その後、銀行家の元ビジネスパートナーであったウラジミール・クシシビリは、殺人罪で有罪判決を受けた。ユリ・フェルシチンスキーとウラジミール・プリブロフスキーによると、この殺人事件は「ロシアの治安機関によって行われた組織的な中毒事件の1つ」となった。ロシア内務省は、その物質を分析し、それが「厳重な機密である」有機リン系の神経剤であると発表した。シハヌィの行政当局責任者であるネステロフは、「今回の一件のような毒物が違法に販売されている」ということは承知しておらず、その毒は「プロのスパイによって使用されている」と指摘した。
また、2018年3月12日、英国政府は、3月4日、イギリスの都市ソールズベリーにおいて、ロシア連邦軍参謀本部情報総局幹部だったセルゲイ・スクリパリと娘のユリアの暗殺を狙って、ノビチョクを使って攻撃されたと発表した。イギリスのテリーザ・メイ首相はイギリス議会で「ロシア国家による我が国に対する直接的行動か、あるいはロシア政府が潜在的に破局的な損害を与える得る神経剤の管理を喪失し、第三者が入手することを許した」と話した。
2018年3月14日、イギリスがロシアに対して3月13日0時までに釈明を求めたことをロシア側が拒否したため、イギリスはロシアの外交官23人を追放した（ペルソナ・ノングラータ）。攻撃後、救急隊員と一般人21人が暴露有無を検査され、3人が入院した。3月12日現在1名の警察官が病院に入院している 。ソールズベリーの一帯の除染を支援するため、500人の一般人が長期的な暴露を防ぐために所有物の洗浄をするよう勧告され、180人の軍隊と18台の車両が配備された。攻撃の正確な場所は特定されていない。
国際連合安全保障理事会に対して、ロシアの国連大使であるバシリー・ネベンジャは、ロシアは「ノビチョクという名目での科学的な研究や開発は行われていない」と述べ、ロシアが製剤の製造または研究を行っているというイギリスの主張を否定した。アメリカ合衆国国土安全保障省の元高官であるダニエル・ガーシュタインは、英国でのノビチョク剤の使用は以前にもクレムリンの標的に対する暗殺に使用されていたが発覚していなかった可能性があり、「我々は誰かがそれによって死ぬのを見て、それに気づかなかったというのは全く尤もらしい。今回のケースでは公園で意識不明になったために気づいた。より高濃度の暴露であれば、おそらく彼らは死んでしまい、我々は自然死だと思っただろう」と述べた。
2020年8月20日、ロシア反体制派の政治活動家であるアレクセイ・ナワリヌイが、トムスクからモスクワに向かう機内にて意識不明の重体となりオムスク病院へ搬送された。事件当初、原因はトムスクで毒物が混入した紅茶を摂取したためとされていたが、事件後にナワリヌイの滞在していたトムスクのホテル部屋でナワリヌイの関係者が回収していたペットボトルからノビチョクが検出されている。22日朝当初より夫人の強い希望が叶いドイツのシネマ・フォー・ピース財団が手配した特別機でドイツの首都ベルリンのシャリテー病院に移送された事件において、ドイツ政府は血液サンプルの検査からノビチョク系の毒物の使用を断定できる証拠が得られたと発表した。これを受け同年9月2日にはナワリヌイがノビチョクを摂取したことをドイツ政府が認定、アンゲラ・メルケル首相はロシア政府に説明を要求するに至った。
同年9月7日、ベルリンのシャリテーは彼の意識が回復したことを発表した。発表は他にも、人工呼吸器が徐々に外せる状態であることや、問いかけにも反応していることがあげられた。ただし、中毒による長期的な影響を見極めるのはまだ時期が早いとしている。ナワリヌイ自身によるSNSの投稿によると、9月15日には自力で呼吸できるまで症状が回復している。